# Quadrastichus zaslavskyi
Quadrastichus zaslavskyi is een vliesvleugelig insect uit de familie Eulophidae. De wetenschappelijke naam is voor het eerst geldig gepubliceerd in 2000 door Kostjukov.